# هيثم العشري
هيثم العشري، لاعب كرة قدم مصري يلعب حالياً كلاعب مقيم في قطر. لعب سابقاً مع نادي الشمال و انتقل إلى نادي الخور في عام 2017 .

## روابط خارجية
- هيثم العشري على موقع Soccerway.com (الإنجليزية)